# کلچی ایهیناچو
کلچی پرامیس ایهیناچو (انگلیسی: Kelechi Promise Iheanacho؛ زادهٔ ۳ اکتبر ۱۹۹۶) یک بازیکن فوتبال اهل نیجریه است.
از باشگاه‌هایی که در آن بازی کرده‌است می‌توان به منچستر سیتی و لستر سیتی اشاره کرد.
وی همچنین در تیم ملی فوتبال نیجریه بازی کرده‌است.